# Veissella
Veissella is een geslacht van spinnen uit de familie springspinnen (Salticidae).

## Soorten
De volgende soorten zijn bij het geslacht ingedeeld:
- Veissella durbani (Peckham & Peckham, 1903)
- Veissella milloti Logunov & Azarkina, 2008